# Peterssteinweg
Der Peterssteinweg ist eine Hauptverkehrsstraße im Leipziger Ortsteil Zentrum-Süd. Die Verlängerung des Peterssteinwegs nach Süden hin bildet die Karl-Liebknecht-Straße

Peterssteinweg im Jahre 1911

Der 270 Meter lange, beginnend an der Ecke Dimitroffstraße zum Wilhelm-Leuschner-Platz und südwärts bis zur Emilienstraße verlaufende Peterssteinweg wurde nach dem Peterstor benannt, wo die Straße ehemals aus der Altstadt herausführte. Der Peterssteinweg war als Fortsetzung der Peterstraße ein kleiner Teil der Altstraße Via Imperii, der einstigen Nord-Süd-Handelsstraße, die vom Peterstor aus durch die heutige Innere Südvorstadt und die Südvorstadt via Connewitz nach Nürnberg führte.
Im Gegensatz zu den meisten anderen Straßen der Stadt Leipzig war der Peterssteinweg einst eine mit Steinpflaster befestigte Straße. Einen solchen Straßenbelag gab es in Leipzig nur im Peterssteinweg, dem Ranstädter Steinweg, dem Grimmaischen Steinweg sowie dem Hallischen Steinweg.
Einst stand dort gegenüber der Einmündung der Münzgasse das von 1832 bis 1834 vom Musikverleger Hermann Härtel  (1803–1875) errichtete Römische Haus. Nach mehreren Besitzerwechseln wurde es 1904 abgerissen, um die nach Hermann Härtel benannte Härtelstraße bis zum Peterssteinweg durchziehen zu können.
Im Peterssteinweg befindet sich seit 1945 die Redaktion der früher wichtigen Zeitung der Arbeiterbewegung und heute lokalen Tageszeitung Leipziger Volkszeitung. Weiter gab es die bis zu ihrer Schließung 2006 original erhaltene Fachdrogerie Linke. Am Abzweig der Münzgasse steht an der Stelle der ehemaligen Gaststätte „Petersschießgraben“ der 1874 errichtete Gründerzeitbau Münzblock.

Bauwerke am Peterssteinweg
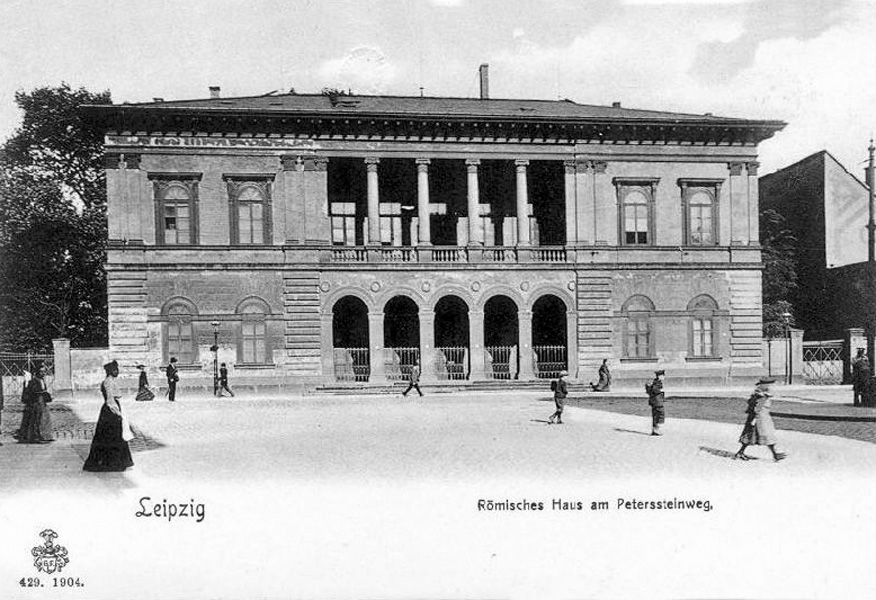
Das ehemalige Römische Haus (1904)
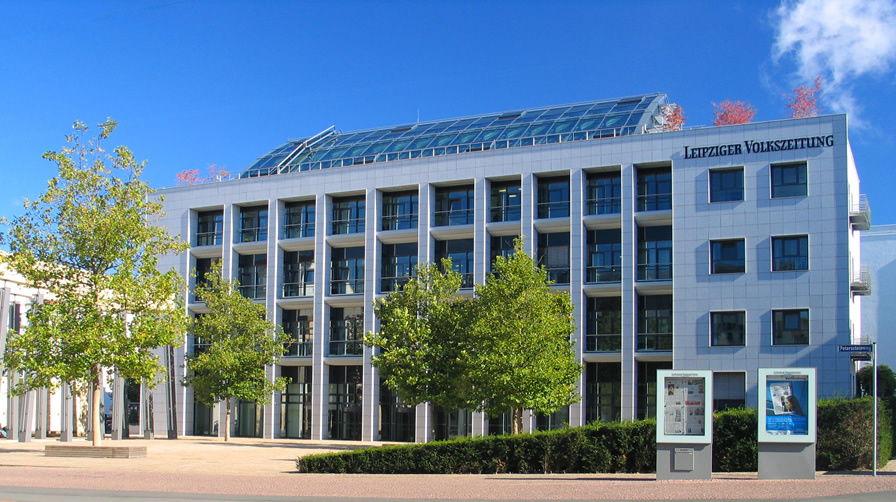
Zentrale der Leipziger Volkszeitung (2004)
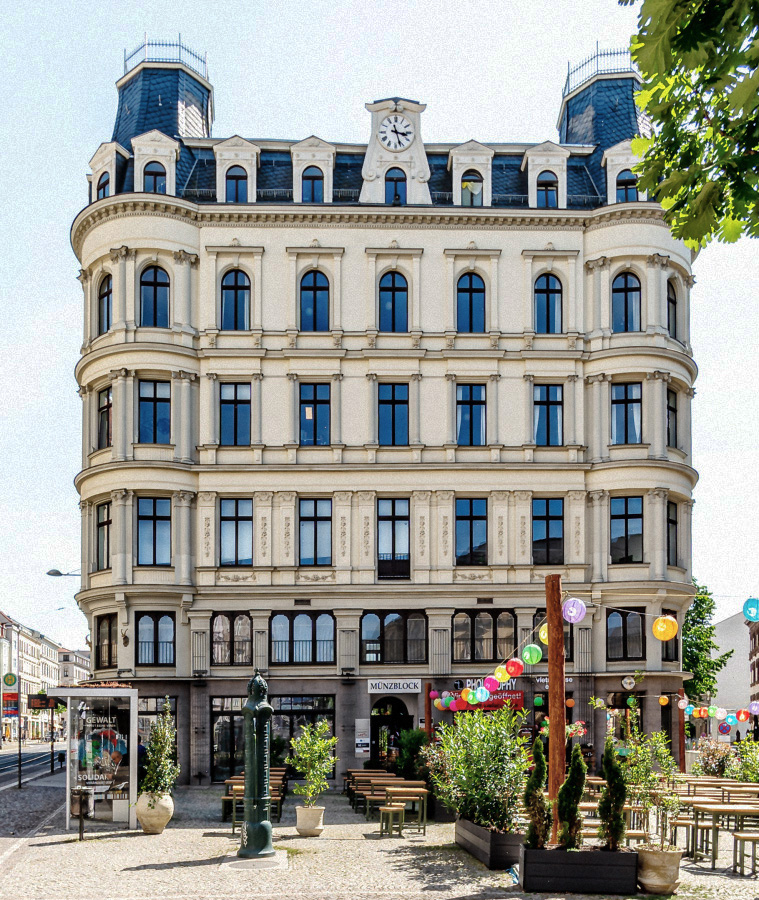
Der Münzblock (2020)